# Gata (Cáceres)
Gata är en kommun i Spanien. Den ligger i provinsen Provincia de Cáceres och regionen Extremadura, i den centrala delen av landet, 250 km väster om huvudstaden Madrid. Antalet invånare är 1 639. Arean är 94 kvadratkilometer. Gata gränsar till Acebo.
Terrängen i Gata är kuperad åt nordväst, men åt sydost är den platt.